# Charley Grapewin
Charles Ellsworth Grapewin (n. 20 decembrie 1869, Xenia⁠(d), Ohio, SUA – d. 2 februarie 1956, Corona, California, SUA) a fost un vodevilist, circar, scriitor, actor de scenă și film american. A jucat în peste 100 de filme atât din era filmelor mute, cât și a celor sonore. Grapewin a ajuns cunoscut datorită rolurilor din Vrăjitorul din Oz (1939), Fructele mâniei (1940), Drumul Tutunului⁠(d) (1941) și Au căzut la datorie⁠(d) (1941).

## Biografie
Născut în Xenia, Ohio⁠(d), Charles Grapewin și-a părăsit casa părintească pentru a deveni acrobat într-un circ ambulant înainte să intre în industria cinematografică. A călătorit în jurul lumii împreună cu celebrul circ al lui P. T. Barnum. Acesta a făcut parte din distribuția piesei Vrăjitorul din Oz puse în scenă pe Brodaway în 1903, cu 36 de ani înainte să apară în clasicul film al companiei Metro-Goldwyn-Mayer.
A continuat să apără în producții teatrale, atât pe scenă, cât și în afara sa pe parcursul următorilor 30 de ani și a redactat piese de teatru.
Grapewin și-a început cariera de actor în filmele mute la începutul secolului al XX-lea. Primele sale filme au fost două scurtmetraje produse de Frederick S. Armitage și lansate în noiembrie 1900: Chimmie Hicks at the Races - cunoscut și sub denumirea Above the Limit⁠(d) - și Chimmie Hicks and the Rum Omelet, ambele filmate în lunile septembrie-octombrie 1900 și lansate în luna noiembrie a aceluiași an. De-a lungul carierei sale, Grapewin a apărut în peste o sută de filme, printre care The Good Earth⁠(d), Pădurea împietrită, Fructele mâniei, Drumul tutunului, și este cel mai probabil cunoscut datorită rolului unchiului Henry în celebrul film Vrăjitorul din Oz. Înainte să apară în acest film, Grapewin a jucat în Broadway Melody of 1938⁠(d) (împreună cu Judy Garland și Buddy Ebsen). De asemenea, a cântat alături e Garland în filmul muzical Listen, Darling⁠(d).  

## Viața personală și moartea
Grapewin s-a căsătorit cu actrița Anna Chance în 1896 și au rămas împreună până la moartea sa în 1943. Doi ani mai târziu, pe 10 ianuarie 1945, s-a căsătorit cu Loretta McGowan Becker. Grapewin a încetat din viață pe 2 februarie 1956 în casa sa din Corona, California, la vârsta de 86 de ani. Cenușa lui este îngropată lângă soția sa în cimitirul Forest Lawn Memorial Park din Glendale, California.

## Filmografie
- The Shannons of Broadway⁠(d) (1929) - Swanzey (debut actoricesc)
- Only Saps Work⁠(d) (1930) - Simeon Tanner
- The Millionaire⁠(d) (1931) - Ed Powers
- Gold Dust Gertie⁠(d) (1931) - Nicholas Hautrey
- Heaven on Earth⁠(d) (1931) - Doc Boax
- Hell's House⁠(d) (1932) - Henry Clark
- The Big Timer⁠(d) (1932) - Pop Baldwin
- Disorderly Conduct⁠(d) (1932) - Limpy
- Are You Listening?⁠(d) (1932) - Pierce (nemenționat)
- Huddle⁠(d) (1932) - Doctor (nemenționat)
- The Woman in Room 13⁠(d) (1932) - Andy
- The Washington Masquerade⁠(d) (1932) - Senator Simmons (nemenționat)
- Lady and Gent⁠(d) (1932) - Grocer
- American Madness⁠(d) (1932) - Mr. Jones (nemenționat)
- The Night of June 13⁠(d) (1932) - "Grandpop" Jeptha Strawn
- Wild Horse Mesa⁠(d) (1932) - Sam Bass
- No Man of Her Own⁠(d) (1932) - George, the Clerk
- Hello, Everybody!⁠(d) (1933) - Jed
- The Kiss Before the Mirror⁠(d) (1933) - Schultz
- Heroes for Sale⁠(d) (1933) - Pa Dennis
- Midnight Mary⁠(d) (1933) - Clerk
- Don't Bet on Love⁠(d) (1933) - Pop McCaffery
- Pilgrimage⁠(d) (1933) - Dad Saunders
- Turn Back the Clock⁠(d) (1933) - Dr. Henderson (nemenționat)
- Beauty for Sale⁠(d) (1933) - Freddy Gordon
- Torch Singer⁠(d) (1933) - Judson
- Wild Boys of the Road⁠(d) (1933) - Mr. Cadman (nemenționat)
- Female⁠(d) (1933) - Drunk at Hamburger Stand (nemenționat)
- Hell and High Water⁠(d) (1933) - Peck Wealin
- Two Alone⁠(d) (1934) - Sandy Roberts
- Caravan⁠(d) (1934) - Notary
- The Quitter⁠(d) (1934) - Ed Tilford
- She Made Her Bed⁠(d) (1934) - Joe Olesen
- The Loudspeaker⁠(d) (1934) - Pop Calloway
- Return of the Terror⁠(d) (1934) - Jessup
- Judge Priest⁠(d) (1934) - Sergeant Jimmy Bagby
- The President Vanishes⁠(d) (1934) - Richard Norton
- Anne of Green Gables⁠(d) (1934) - Dr. Tatum
- In Spite of Danger⁠(d) (1935) - Pop Sullivan
- Eight Bells⁠(d) (1935) - Grayson
- Party Wire⁠(d) (1935) - Will Oliver
- One Frightened Night⁠(d) (1935) - Jasper Whyte
- Shanghai⁠(d) (1935) - Truesdale
- Alice Adams⁠(d) (1935) - J. A. Lamb
- King Solomon of Broadway⁠(d) (1935) - Uncle Winchester
- Rendezvous⁠(d) (1935) - Martin
- Super-Speed (1935) - Terry Devlin
- Ah, Wilderness!⁠(d) (1935) - Dave McComber
- Pădurea împietrită (1936) - Gramp Maple
- The Voice of Bugle Ann⁠(d) (1936) - Cal Royster
- Small Town Girl⁠(d) (1936) - Dr. Ned Fabre
- Libeled Lady⁠(d) (1936) - Mr. Bane
- Without Orders⁠(d) (1936) - J.P. Kendrick
- Sinner Take All⁠(d) (1936) - Aaron
- The Good Earth⁠(d) (1937) - Old Father
- A Family Affair⁠(d) (1937) - Frank Redmond
- Captains Courageous⁠(d) (1937) - Uncle Salters
- Between Two Women⁠(d) (1937) - Dr. Webster
- Broadway Melody of 1938⁠(d) (1937) - James K. Blakeley
- Bad Guy⁠(d) (1937) - Dan Gray
- Big City⁠(d) (1937) - The Mayor
- The Bad Man of Brimstone⁠(d) (1937) - Barney Lane
- Of Human Hearts⁠(d) (1938) - Jim Meeker
- The Girl of the Golden West⁠(d) (1938) - Uncle Davy
- Three Comrades⁠(d) (1938) - Local Doctor
- Three Loves Has Nancy⁠(d) (1938) - Grandpa Briggs
- Listen, Darling⁠(d) (1938) - Uncle Joe
- Artists and Models Abroad⁠(d) (1938) - James Harper
- Stand Up and Fight⁠(d) (1939) - 'Old Puff'
- Burn 'Em Up O'Connor⁠(d) (1939) - 'Doc' Heath
- Sudden Money⁠(d) (1939) - Grandpa Casey Patterson
- The Man Who Dared⁠(d) (1939)  - Ulysses Porterfield
- The Wizard of Oz (1939) - Uncle Henry⁠(d)
- Dust Be My Destiny⁠(d) (1939) - Pop
- Hero for a Day⁠(d) (1939) - Uncle Frank 'Lucky' Higgins
- Sabotage⁠(d) (1939) - Major Matt Grayson
- The Grapes of Wrath (1940) - William James "Grandpa" Joad
- Johnny Apollo⁠(d) (1940) - Judge Emmett T. Brennan
- Earthbound⁠(d) (1940) - Mr. Whimser
- Rhythm on the River⁠(d) (1940) - Uncle Caleb
- Ellery Queen, Master Detective (1940) - Insp. Queen
- Texas Rangers Ride Again⁠(d)  (1940) - Ranger Ben Caldwalder
- Tobacco Road⁠(d) (1941) - Jeeter
- Ellery Queen's Penthouse Mystery⁠(d) (1941) - Inspector Richard Queen
- Ellery Queen and the Perfect Crime⁠(d) (1941) - Insp. Queen
- Ellery Queen and the Murder Ring (1941) - Insp. Queen
- They Died with Their Boots On⁠(d) (1941) - California Joe
- A Close Call for Ellery Queen⁠(d) (1942) - Inspector Queen
- A Desperate Chance for Ellery Queen⁠(d) (1942) - Insp. Queen
- Enemy Agents Meet Ellery Queen⁠(d) (1942) - Inspector Richard Queen
- Crash Dive⁠(d) (1943) - Pop (nemenționat)
- Follow the Boys⁠(d) (1944) - Nick West
- Atlantic City⁠(d) (1944) - Jake Taylor
- The Impatient Years⁠(d) (1944) - Benjamin L. Pidgeon, Bellboy
- Gunfighters⁠(d) (1947) - Inskip - Rancher
- The Enchanted Valley⁠(d) (1948) - Grandpa
- Sand⁠(d) (1949) - Doug
- When I Grow Up⁠(d) (1951) - Grandpa Reed (ultimul rol de film)